# Şirvanlı (Bərdə)
Şirvanlı è un comune dell'Azerbaigian situato nel distretto di Bərdə. Conta una popolazione di 2.019 abitanti.